# Ber z Bolechowa
Ber z Bolechowa, Ber Bolechower, Birkenthal (ur. 1723 w Bolechowie, zm. 1805 tamże) – żydowski kupiec i pisarz. Napisał pamiętnik, który opisywał życie Żydów w Galicji, oraz dzieło Diwre bina (hebr. Słowa rozsądku), w którym sprzeciwiał się ruchom pseudomesjańskim w ramach judaizmu.

## Życiorys
Zajmował się sprowadzaniem wina z Węgier na sprzedaż szlachcie i klerowi. Główne składy wina miał we Lwowie i Bolechowie. Zawodu nauczył go ojciec Jehuda i początkowo współpracował ze swoim bratem Ariem Lejbą, który był również urzędnikiem rabinackim. Miał brata Zeewa Wolfa i siostrę Blimę. Ożenił się po raz pierwszy w wieku lat 16 z powodu presji rodziców. Później ożenił się z wdową Leą, którą opisywał jako swoją prawdziwą miłość i z którą miał dwóch synów: Jehoszuę i Józefa.
Otrzymał wykształcenie religijne, a także interesował się naukami świeckimi takimi jak historia i filozofia. Starał się je popularyzować w społeczeństwie żydowskim, ponieważ wierzył, że to uchroni Żydów przed nieuczciwym traktowaniem i pozwoli odpierać fałszywe zarzuty wobec judaizmu. W swoich dziełach odwołuje się m.in. do książek Giovanniego Botero, Humphreya Prideauxa i Hugona Grocjusza. W pamiętniku wspomina swoją bogatą bibliotekę dzieł starożytnych autorów, którą zdołał uchronić przed spaleniem. Znał wiele języków m.in. hebrajski, jidysz, łacinę, niemiecki i polski, co pozwalało mu utrzymywać kontakty z zagranicznymi kupcami. Pisał we własnym dialekcie języka hebrajskiego, który opierał na języku Biblii hebrajskiej i Miszny. Z tego powodu we wstępie do Pamiętników Roman Marcinkowski nazywa go prekursorem haskali na ziemiach polskich. Gershon Hundert w swojej analizie wstępu do Diwre bina konfrontuje zaliczanie Birkenthala do maskilów, przytaczając jego konserwatywne poglądy na organizację wspólnot i rabinatu, a także brak szczególnego przywiązania do racjonalizmu.

## Twórczość
Główne źródło wiedzy o jego życiu to jego pamiętnik znaleziony w 1912 London School of Jewish Studies. Zachował się on w formie 6 fragmentów, które nie składają się w spójny tekst. Pierwszej edycji rękopisów i tłumaczenia na język angielski i jidysz dokonał Mark Wischnitzer w 1922. Przekład polski dokonany przez Romana Marcinkowskiego ukazał się w 1994. Manuskrypt jest zapisany staranną hebrajską kursywą bez wokalizacji i ze szczątkową interpunkcją.
W pamiętniku pisze o swoim życiu codziennym, o życiu społecznym Żydów mieszkających w Bolechowie i Lwowie, o życiu gospodarczym Polski i o spisie ludności żydowskiej odbywającym się w 1764. Spisywał go w latach 90 XVIII wieku. Przedstawia w nim siebie jako osobę cieszącą się szacunkiem wśród polskiego społeczeństwa, co zawdzięcza doskonałej znajomości języka polskiego. Z tego też powodu pojawia się często jako mediator w sporach między polską szlachtą i żydowskimi kupcami. Jego pamiętnik jest cennym źródłem historycznym, ponieważ rejestruje relację postronnego świadka ważnych wydarzeń z historii Rzeczypospolitej Obojga Narodów, wymienia w nim m.in. pogromy kozackie Chmielnickiego, konfederację barską, Sejm Wielki, sejm konwokacyjny i I rozbiór.
Jego drugie zachowane dzieło pod tytułem Diwre bina zostało znalezione w 1910 r. w Tarnopolu. Po I wojnie światowej zostało przewiezione do Jerozolimy i obecnie znajduje się w Bibliotece Narodowej Izraela. Według notatki na stronie tytułowej dzieło zostało skomponowane w roku 1800. Wypowiadał się w nim przeciwko powstającym ruchom mesjańskim w ramach judaizmu. Wspominał spory, które toczył ze zwolennikami Jakuba Franka, a także poruszał kwestie chasydyzmu, który utożsamiał z fenomenem baale szem i krytykował jego zwolenników za słabą znajomość kodyfikacji rabinicznych oraz popularyzację praktycznej kabały wśród niewykształconych Żydów. Z tekstu dowiadujemy się również więcej o jego stosunku do chrześcijaństwa. Swoją wiedzę o chrześcijaństwie i część argumentów czerpie w dużej części z dzieła Chizuk emuna Izaaka ben Abrahama z Trok. Ber podchodzi do chrześcijaństwa z szacunkiem, przywołując wspólne z judaizmem pisma, ale porównuje również tę religię do bałwochwalców, których kulty po czasie znikają i zostają zapomniane.